# گوگل پیکسل
گوگل پیکسل (انگلیسی: Google Pixel) دستگاه الکترونیکی ساخت شرکت گوگل بوده که سیستم‌عامل گوگل کروم و اندروید بر روی آن قابل نصب است. مدل‌های ساخته شدهٔ گوگل پیکسل تاکنون شامل تبلت پیکسل سی، لپتاپ کروم‌بوک پیکسل و تلفن همراه پیکسل است.
گوگل در گوشی‌های تلفن همراه پیکسل از اندروید نسخهٔ ۷٫۱ استفاده کرده‌است. این مدل تلفن همراه شامل دو مدل «پیکسل» و «پیکسل ایکس‌ال» می‌شود که بدنه‌ای فلزی داشته و دارای گواهی IP53 (مقاوم در برابر گرد و غبار و پاشش آب) هستند .

## جدیدترین گوشی ها
گوگل معمولاً هر سال از دو گوشی پرچمدار در ماه اکتبر رونمایی می کند. برند مورد اشاره سعی دارد گوشی‌های هوشمند متنوعی از سری پیکسل ارائه دهد. امسال (2024)، غول فناوری ممکن است با معرفی سه مدل یعنی پیکسل ۹ پرو، پیکسل ۹ پرو XL و پیکسل ۹ استراتژی جدیدی را برای راه اندازی گوشی های هوشمند انتخاب کند.
گوگل پیکسل ۸a احتمالا به زودی در بازار عرضه خواهد شد. اگرچه غول فناوری ماونتین ویو، مستقر در کالیفرنیا هنوز این دستگاه را به طور رسمی معرفی نکرده است، این نام اخیراً در یکی از صفحات پشتیبانی این شرکت ظاهر شده است. بنابراین می توان عرضه این گوشی را قریب الوقوع دانست.

## پردازنده گوگل
گوگل در سال دوم ۲۰۲۱ تراشه قدرتمند Google Tensor را ارائه داد برای پیکسل ۶ و ۶ پرو با همکاری Cortex x64 سونی گوگل قصد دارد تراشه های ازین پس برای پیکسل های خود وارد بازار کند که سازگاری فقط برای آندروید باشد سرعت boot تراشه دوم تنسور یعنی Google Tensor 2 چیزی معادل ۲ گیگابایت بر ثانیه باشد حدود ۷ ثانیه بوت دستگاه خیلی از  سایت ها اعلام کردند که تنسور همکاری با سامسونگ است. 